# Peptoniphilus
Peptoniphilus es un género de bacterias del filo Bacillota (Bacterias)

## Etimología
El nombre Peptoniphilus deriva de: Nuevo sustantivo latino peptonum, peptona; Nuevo adjetivo latino philus del adjetivo griego philos (φίλος) que significa amigo cariñoso encantando: Nuevo sustantivo de género masculino latino Peptoniphilus, amigo de peptona, qué hace referencia al uso de Peptonacomo fuente de energía principal.

## Clasificación
Los Peptoniphilus son cocos anaeróbicos gram-positivos que anteriormente se clasificaban en el género Peptostreptococcus. No son sacarolíticos, utilizan peptona cómo fuente de energía principal y producen butirato.

## Relevancia clínica
Este género forma parte de la microbiota vaginal e intestinal.  Se ha informado que están presentes en la piel y tejidos blandos de los diabéticos, infecciones de huesos, y articulaciones, infecciones del sitio quirúrgico, corioamnionitis e infecciones del torrente sanguíneo. Por lo general, se encuentran como parte de infecciones polimicrobianas, pero son difíciles de recuperar con cultivos clínicos habituales. Se han informado cada vez más con el uso más generalizado de 16S PCR y MALDI-TOF para identificación.

## Especies
El género contiene 17 especies (incluidos basónimos y sinónimos).
- P. asaccharolyticus
- P. catoniae[5]
- P. coxii
- P. duerdenii
- P. gorbachii
- P. harei
- P. ivorii
- P. koenoeneniae
- P. lacrimalis
- P. lacydonensis
- P. methioninivorax
- P. olsenii
- P. senegalensis
- P. stercorisuis
- P. timonensis
- P. tyrrelliae
- P. urinimassiliensis[6]